# Robert Fruin
Robert Fruin (Rotterdam, 1823. november 14. – Leiden, 1899. január 29.) holland történész.

## Pályafutása
1860-tól a leideni egyetemen a hazai történet tanára, majd 1877/78-ban az egyetem rektora volt. Kiadott több oklevélgyűjteményt és szerkesztette a Nijhoffs Bijdragen voor vaderlandsche geschiedenis c. történelmi szaklapot. Mint politikai író Groen van Prinsteren konzervatív tanainak ellenlábasa volt.

## Művei
- De onpartijdigheid des geschiedschrijvers (1860); ebben Ranke objektiv előadását magasztalja.
- Tien jaren uit den tachtigjarigen oorlog (Lejda 4. kiad. 1889).

## Magyarul megjelent művei
- Tíz év a németalföldi szabadságharcból 1588–1598, 1-2.; ford. Antal Géza, átnézte Nagy Zsigmond; Akadémia, Bp., 1916–1917 (A Magyar Tudományos Akadémia Könyvkiadó Vállalata. U. F.-sorozat)
- Samuel Muller–Johann Adrian Feith–Robert Fruin: A levéltári rendszerezés és iratleírás kézikönyve; ford. jegyz., ford. Trostovszky Gabriella, tan., szakmai jegyz., mutató Horváth J. András; Magyar Nemzeti Levéltár, Bp., 2019